# Gabe Nelson
Gabe Nelson (ur. w Sacramento, Kalifornia, USA)- amerykański muzyk, gitarzysta basowy zespołu Cake od 1998 roku, kiedy to z zespołu odszedł Greg Brown.
Nelson na początku zastąpił Shon Meckfessela w roku 1994, który odszedł z zespołu, by iść na college. Nelson odszedł w czasie nagrywania i wydawania albumu Motorcade of Generosity. Zastąpił go Victor Damiani, który odszedł w roku 1998. Wtedy Nelson wrócił do formacji i obecnie znowu jest wyjściowym basistą grupy.
Gra na gitarze Fender Precision Bass. Muzyk daje lekcje gry na gitarze w szkole Kline Music w Sacramento.